# Nowiny (Budy Wolskie)
Nowiny – część wsi Budy Wolskie w Polsce w województwie mazowieckim, w powiecie żyrardowskim, w gminie Puszcza Mariańska.
W latach 1975–1998 Nowiny administracyjnie należały do województwa skierniewickiego.